# Mancenans
Ne doit pas être confondu avec Mancenans-Lizerne.
Mancenans est une commune française située dans le département du Doubs, la région culturelle et historique de Franche-Comté et la région administrative Bourgogne-Franche-Comté. 
Ses habitants de la commune sont les Moblots et Moblottes.

## Géographie

### Toponymie
Mancenans en 1134 ; Machonens en 1147 ; Macenans en 1180 ; Mancenans-lès-L'Isle au XVIIIe siècle.
La ville de Mancenans appartient au canton de L'Isle-sur-le-Doubs et à l'arrondissement de Montbéliard.
Mancenans est situé entre Appenans et Soye.
Les habitants de Mancenans sont nommés les Moblots, Moblottes.

### Climat
Pour des articles plus généraux, voir Climat de la Bourgogne-Franche-Comté et Climat du Doubs.
En 2010, le climat de la commune est de type climat de montagne, selon une étude du Centre national de la recherche scientifique s'appuyant sur une série de données couvrant la période 1971-2000. En 2020, Météo-France publie une typologie des climats de la France métropolitaine dans laquelle la commune est exposée à un climat semi-continental et est dans la région climatique  Jura, caractérisée par une forte pluviométrie en toutes saisons (1 000 à 1 500 mm/an), des hivers rigoureux et un ensoleillement médiocre. 
Pour la période 1971-2000, la température annuelle moyenne est de 10 °C, avec une amplitude thermique annuelle de 17,4 °C. Le cumul annuel moyen de précipitations est de 1 212 mm, avec 14 jours de précipitations en janvier et 10,6 jours en juillet. Pour la période 1991-2020, la température moyenne annuelle observée sur la station météorologique de Météo-France la plus proche, « Medière », sur la commune de Médière à 4 km à vol d'oiseau, est de 11,5 °C et le cumul annuel moyen de précipitations est de 1 105,2 mm. 
La température maximale relevée sur cette station est de 40,2 °C, atteinte le 24 juillet 2019 ; la température minimale est de −17 °C, atteinte le 5 février 2012,,. 
Les paramètres climatiques de la commune ont été estimés pour le milieu du siècle (2041-2070) selon différents scénarios d'émission de gaz à effet de serre à partir des nouvelles projections climatiques de référence DRIAS-2020. Ils sont consultables sur un site dédié publié par Météo-France en novembre 2022.

## Urbanisme

### Typologie
Au 1er janvier 2024, Mancenans est catégorisée commune rurale à habitat dispersé, selon la nouvelle grille communale de densité à 7 niveaux définie par l'Insee en 2022.
Elle est située hors unité urbaine. Par ailleurs la commune fait partie de l'aire d'attraction de Montbéliard, dont elle est une commune de la couronne,. Cette aire, qui regroupe 137 communes, est catégorisée dans les aires de 50 000 à moins de 200 000 habitants,.

### Occupation des sols
L'occupation des sols de la commune, telle qu'elle ressort de la base de données européenne d’occupation biophysique des sols Corine Land Cover (CLC), est marquée par l'importance des territoires agricoles (50,9 % en 2018), en diminution par rapport à 1990 (51,7 %). La répartition détaillée en 2018 est la suivante : 
forêts (46,1 %), terres arables (20,3 %), prairies (15,9 %), zones agricoles hétérogènes (14,7 %), zones urbanisées (2,4 %), eaux continentales (0,6 %). L'évolution de l’occupation des sols de la commune et de ses infrastructures peut être observée sur les différentes représentations cartographiques du territoire : la carte de Cassini (XVIIIe siècle), la carte d'état-major (1820-1866) et les cartes ou photos aériennes de l'IGN pour la période actuelle (1950 à aujourd'hui).

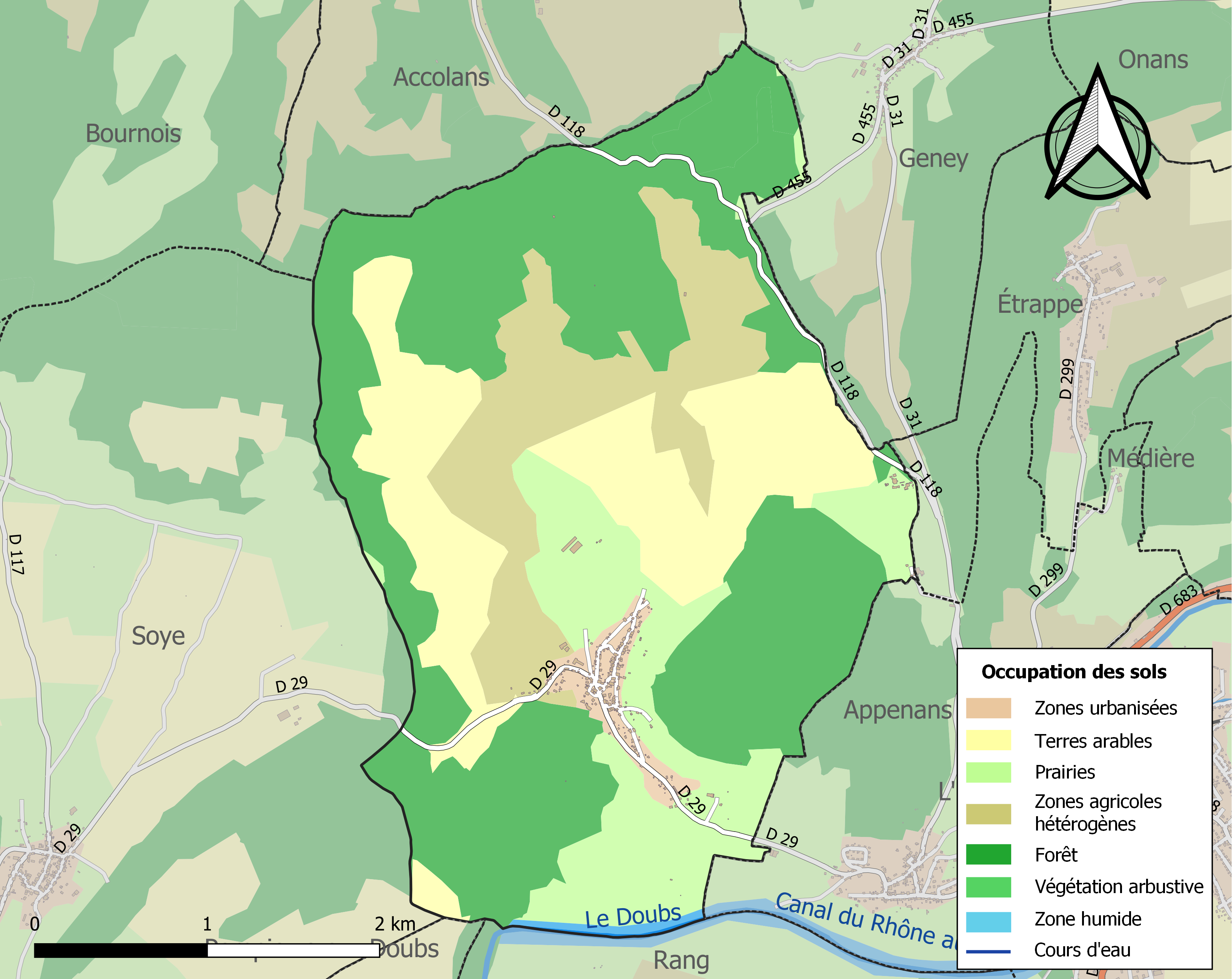
Carte des infrastructures et de l'occupation des sols de la commune en 2018 (CLC).

## Héraldique
| Blason de Mancenans | Blason  | De sinople au pairle d’argent chargé en chef de quatre mouchetures d’hermine de sable posées deux à deux dans le sens du pairle et en pointe d’un étui de crosse de gueules. |
| Blason de Mancenans | Détails | Le statut officiel du blason reste à déterminer. |

## Politique et administration
| Période                                  | Période                   | Identité                                         | Étiquette | Qualité |
| ---------------------------------------- | ------------------------- | ------------------------------------------------ | --------- | ------- |
| avant 1988                               | ?                         | Maurice Hérard                                   |           |         |
| mars 2001                                | 2014                      | Rémy Etignard                                    |           |         |
| mars 2014                                | En cours (au 31 mai 2020) | Olivier Perriguey Réélu pour le mandat 2020-2026 | SE        | Artisan |
| Les données manquantes sont à compléter. |                           |                                                  |           |         |

## Démographie
L'évolution du nombre d'habitants est connue à travers les recensements de la population effectués dans la commune depuis 1793. Pour les communes de moins de 10 000 habitants, une enquête de recensement portant sur toute la population est réalisée tous les cinq ans, les populations de référence des années intermédiaires étant quant à elles estimées par interpolation ou extrapolation. Pour la commune, le premier recensement exhaustif entrant dans le cadre du nouveau dispositif a été réalisé en 2006.

En 2022, la commune comptait 318 habitants, en évolution de +1,92 % par rapport à 2016 (Doubs : +1,88 %, France hors Mayotte : +2,11 %).
| 1793 | 1800 | 1806 | 1821 | 1831 | 1836 | 1841 | 1846 | 1851 |
| ---- | ---- | ---- | ---- | ---- | ---- | ---- | ---- | ---- |
| 576  | 452  | 538  | 525  | 586  | 600  | 579  | 570  | 581  |

| 1856 | 1861 | 1866 | 1872 | 1876 | 1881 | 1886 | 1891 | 1896 |
| ---- | ---- | ---- | ---- | ---- | ---- | ---- | ---- | ---- |
| 545  | 531  | 540  | 479  | 462  | 429  | 443  | 405  | 372  |

| 1901 | 1906 | 1911 | 1921 | 1926 | 1931 | 1936 | 1946 | 1954 |
| ---- | ---- | ---- | ---- | ---- | ---- | ---- | ---- | ---- |
| 343  | 346  | 315  | 269  | 269  | 255  | 230  | 263  | 314  |

| 1962 | 1968 | 1975 | 1982 | 1990 | 1999 | 2006 | 2011 | 2016 |
| ---- | ---- | ---- | ---- | ---- | ---- | ---- | ---- | ---- |
| 281  | 255  | 322  | 350  | 322  | 284  | 346  | 321  | 312  |

| 2021 | 2022 | - | - | - | - | - | - | - |
| ---- | ---- | - | - | - | - | - | - | - |
| 314  | 318  | - | - | - | - | - | - | - |

## Lieux et monuments
- L'église Notre-Dame datait de 1733.  Vétuste et victime d'un incendie, surtout en son centre, elle fut reconstruite. Les libations depuis la réunion de décision du conseil municipal jusqu'à la reconstruction de la nef furent si nombreuses qu'il ne resta rien en 1860 pour achever les travaux : le clocher du XVIIIe siècle reste séparé[21].
- Chapelle Notre-Dame de la Paix.
- L'Abbaye de Lieu-Croissant, dite aussi l'abbaye des Trois Rois, affiliée à l'ordre cistercien et fondée en 1134.

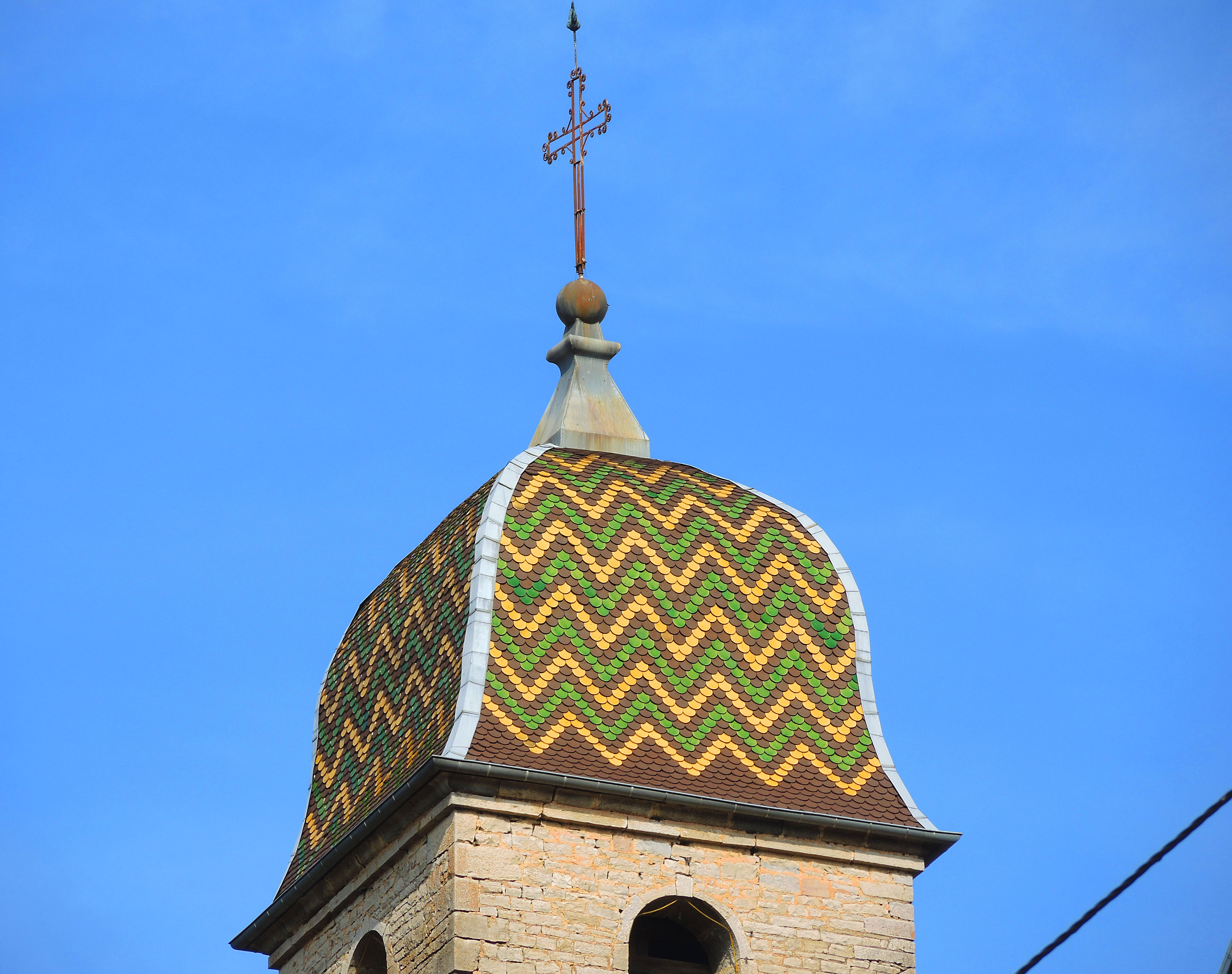
Clocher comtois de Mancenans.
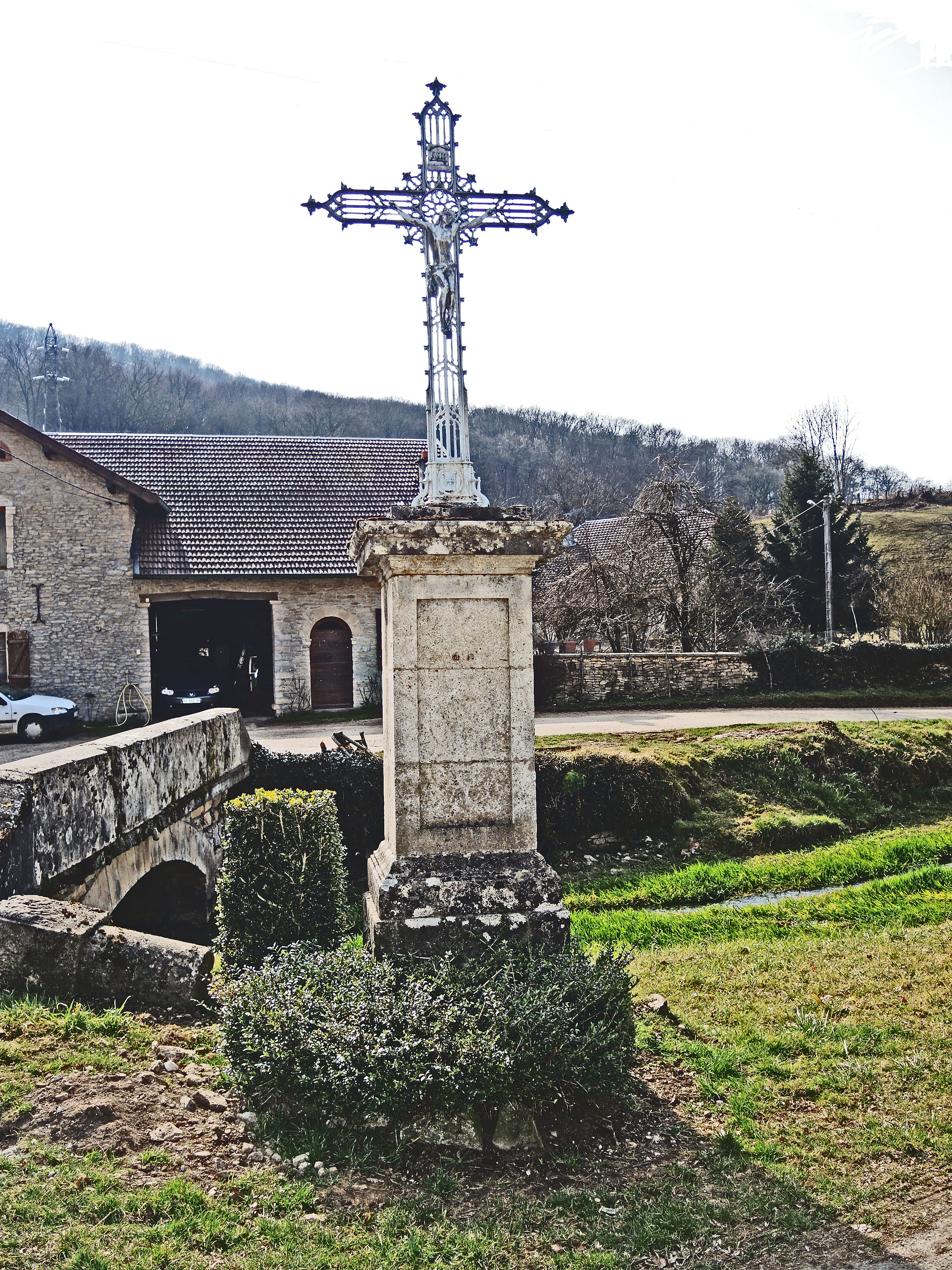
Croix au bas du village de Mancenans.
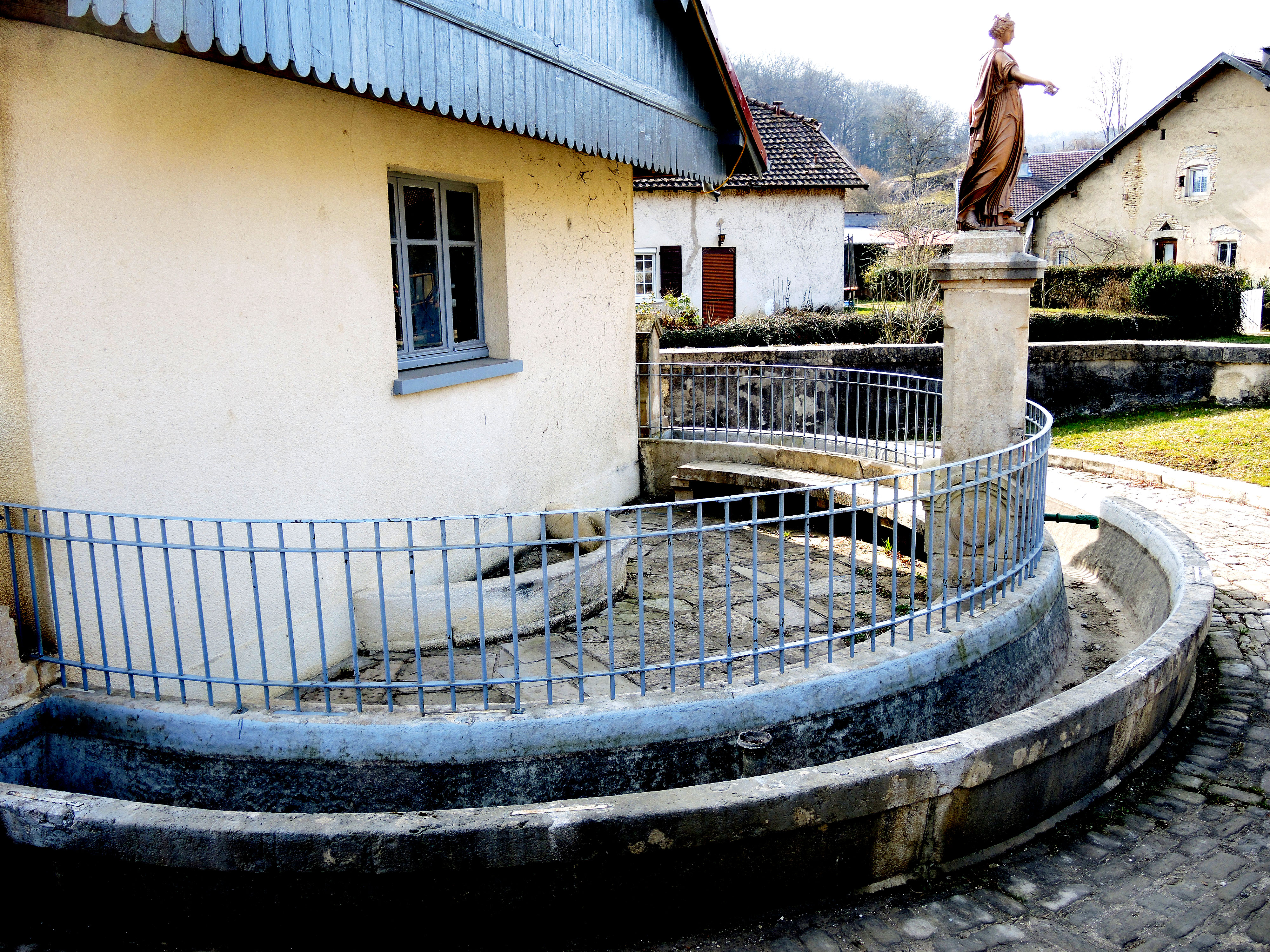
Fontaine-lavoir au bas du village de Mancenans.